# Dirección de los Servicios de Inteligencia y Prevención

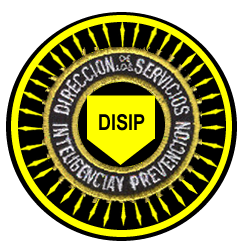
Logo der DISIP

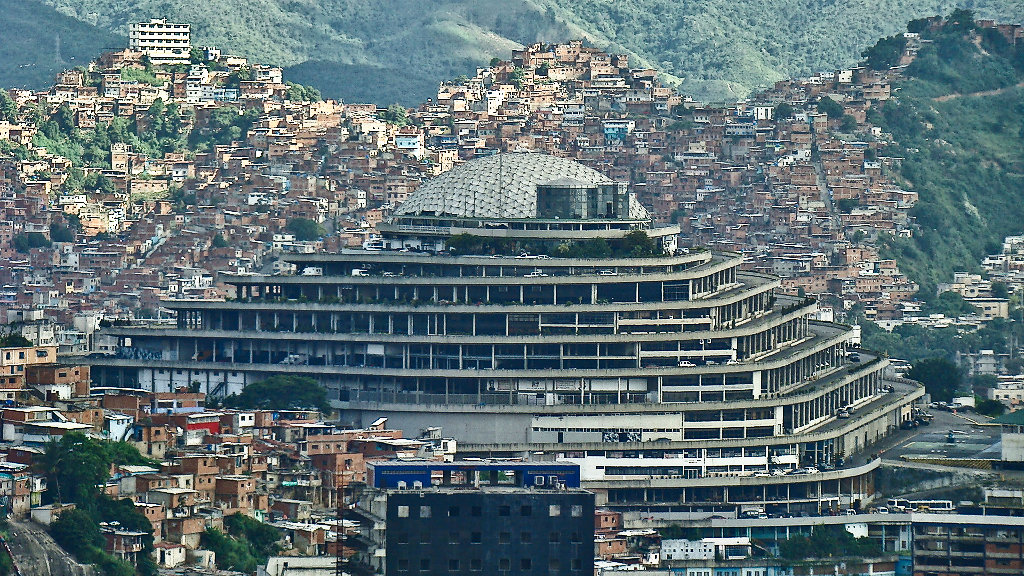
Helicoide, der Sitz der DISIP

Die Dirección Nacional de los Servicios de Inteligencia y Prevención (span.: Nationale Direktion für Nachrichtendienste und Abwehr, DISIP) war der führende Nachrichtendienst Venezuelas und bestand von 1969 bis 2009.

## Geschichte
Es entstand unter der Präsidentschaft Rafael Calderas am 19. März 1969  auf Grundlage des Decreto Ejecutivo N° 15 in Nachfolge der Dirección General de Policía (DIGEPOL). Die DISIP war für die innere Sicherheit zuständig und unterstand dem Ministerium des Innern. Am 4. Oktober 1982 kam es unter Beteiligung der DISIP zum Massaker von Cantaura, bei dem 23 maoistische Guerilleros getötet wurden. Seit Oktober 2009 stand der DISIP der arabisch-stämmige Venezolaner Tareck El Aissami als Minister des Innern und der Justiz vor. DISIP-Offiziere hatten schwarzen Uniformen oder Zivilkleidung und fuhren gelbe und schwarze Autos. Am 4. Dezember 2009 gab Staatspräsident Hugo Chávez bekannt, dass die DISIP seit jenem Tag unter der Bezeichnung Servicio Bolivariano de Inteligencia Nacional (SEBIN) firmiert.